# Catedral de San José (Romblón)
La catedral parroquial de San José (en filipino: Parokyang Katedral ni San Jose), popularmente conocida como la catedral de Romblón (Katedral ng Romblon), es una catedral católica del siglo XVII (si bien la mayor parte de su estructura actual es del siglo XVIII) situada en Romblón, en la provincia homónima, Filipinas. El edificio, originalmente construido como una iglesia fortaleza en medio de una serie de fortificaciones, es uno de los hitos más reconocibles del municipio y de la provincia, y la sede de la diócesis de Romblón.
Se trata de una notable representación de la arquitectura colonial española en las islas, muestra de la pervivencia del legado hispánico a través en la edificación religiosa. Considerada la iglesia católica más antigua de la región, fue declarada Tesoro Cultural Nacional en 2001 (en la categoría de Iglesias coloniales, junto a otros 26 edificios) por la Comisión Nacional para la Cultura y las Artes, y recibió su marcador de monumento histórico en 2013.

## Historia
Desde los primeros años del dominio español en las islas, y durante gran parte de la primera mitad de esta época, la isla de Romblón, al igual que las adyacentes Tablas, Sibuyan y Marinduque —todas islas relativamente pequeñas del mar de Sibuyán, en el centro del archipiélago filipino— fueron objeto de ataques y saqueos por piratas moros procedentes del sur del archipiélago, sobre todo del sur de Mindanao (especialmente de Sultán Kudarat, en la costa del mar de Célebes, frecuentado por piratas malayos). Es durante este tiempo de inestabilidad que, en 1631, se organizó formalmente la comunidad cristiana de Romblón por primera vez. Según las fuentes, hubo una iglesia anterior, erigida ya en 1635 al estilo barroco español, y en cuya construcción se usaron bloques de piedra de coral confeccionados en el propio lugar, que siguen formando parte de los fundamentos de la iglesia actual.
Cuando más de una década después, en 1644, el fraile agustino recoleto Agustín de San Pedro, héroe de las guerras contra los moros fue enviado a Romblón desde Cagayán de Oro (Misamis Oriental, al norte de Mindanao), este —quien había sido el artífice de la catedral de San Agustín en su tierra natal— procedió inmediatamente a la construcción de la iglesia (basada o no en la estructura de 1635, según qué fuentes) y su torre campanario como estructuras defensivas, más allá de su propósito religioso. La parte posterior de la iglesia (que más tarde sería bautizada con el nombre de San José) se construyó contra la ladera del monte para conferirle mayor estabilidad, mientras que la fachada que da a la ciudad (dirección a la bahía) se dotó de una puerta mural fortificada. 
San Pedro, un portugués al servicio de la Corona española, conocido por su apodo el Padre Capitán, entrenó además a los nativos para defenderse, sobre todo con armamento militar procedente de los excedentes de las tropas españolas, y ordenó la construcción de estructuras defensivas en la isla (y en las islas vecinas pertenecientes a la misma parroquia, actualmente la misma provincia); entre ellas destacan los fuertes gemelos Fuerza de Santiago y Fuerza de San Andrés (erigidos en una posición estratégica sobre montículos adyacentes), la fortaleza Fuerza de San José en la isla de Bantón, y, en la misma isla, la iglesia local y su convento rodeados por una muralla perimetral que conforma dicho fuerte. 

### SigloXVIII
La mayor parte de los elementos que hoy conforman la catedral se construyeron en las primeras décadas del siglo XVIII. En 1726 se construyó el retablo mayor junto a los otros dos retablos, más pequeños, enfrentados en el crucero del transepto. Al año siguiente se construyó la cuarta planta de la torre campanario, que alberga el propio campanario. Un año después, la iglesia recibió su notable réplica de la famosa figura de Santo Niño de Cebú, que fue consagrada ese mismo año (1728).
La iglesia y sus estructuras adyacentes sufrieron daños causados por los tifones de 1780 y 1829, requiriendo de obras de reconstrucción y restauración en los siguientes años.
En 1974, la iglesia de Romblón se convirtió en catedral tras el establecimiento de la diócesis de Romblón.
En 1992, la consagrada imagen del Santo Niño de Romblón desapareció (considerado al principio un misterio y hasta se le suponían motivos religiosos, si bien se trataba de un simple robo), y solo fue devuelta a la catedral tras 22 años (en 2013).

## Arquitectura e interior
El edificio principal de la catedral de Romblón es rico en detalles arquitectónicos y fue realizado en su totalidad con recursos locales, a saber, bloques y ladrillos de piedra de coral —un material abundante en esta región y muy resistible— tallados por aldeanos de la isla ya en el siglo XV. Su fachada es claramente barroca y exhibe una multitud de artesanías decorativas y enormes puertas de estilo bizantino.
La isla de Romblón está dotada además de grandes yacimientos de mármol. Anteriormente al dominio español de la región, no hay indicios del uso de este mineral en la producción artística; fueron los colonizadores los que usaron por primera vez el mármol local para la elaboración de elementos arquitectónicos decorativos. Como parte de la evangelización de la región, capacitaron a artesanos locales para la realización de adornos para iglesias y edificios públicos. Los romblonenses aprendieron a tallar en mármol columnas para altares, pilas de agua bendita, candelabros y demás piezas de arte religioso, que aún se pueden encontrar en la catedral (además de otras iglesias de la zona de la misma época).
A su vez, el interior de la catedral presenta una fina mobiliaria y detalladas tallas de madera, obra de artesanos locales; presume de un rico conjunto de pinceladas artísticas que se han conservado hasta la actualidad, que incluyen vidrieras pintadas con mucho detalle, un altar bizantino, pinturas sagradas y figuras antiguas.
La catedral también ha conservado sus centenarias campanas de cobre, que siguen en uso, siendo las mismas que formaron parte de la construcción de 1640-1726.